# محطة سدير للطاقة الشمسية
محطة سدير للطاقة الشمسية هي مشروع أعلن عنه صندوق الاستثمارات العامة في 8 أبريل 2021، يقع في مدينة سدير الصناعية، وستبدأ أول المراحل التشغيلية للمشروع في النصف الثاني من عام 2022.
تصل الطاقة الإنتاجية للمشروع إلى 1500 ميغاواط، لتكون أحد أكبر المحطات الشمسية في العالم، والأكبر في المملكة العربية السعودية، وتبلغ قيمتها الاستثمارية 3.4 مليار ريال سعودي، وتلبي احتياجات 185 ألف وحدة سكنية من الطاقة، وخفض انبعاث الكربون بحوالي 2.9 طن سنويا، كما سجل مشروع سدير للطاقة الشمسية ثاني أقل تكلفة إنتاج للكهرباء من الطاقة الشمسية عالمياً، حيث بلغت التكلفة 1.239 سنتاً أمريكي/ كيلو واط للساعة.